# ایگمزین
ایگمزین (انگلیسی: Igmesine) یک آگونیست گیرنده سیگما است که در پژوهش‌هایی که بر روی جانوران انجام شده است دارای ویژگی‌های ضدافسردگی بوده است. همچنین در اختلالات شناختی ناشی از افزایش سن نیز مفید بوده است. این دارو در کارآزمایی بالینی فاز یک انسانی، نتایج خوبی را به همرا هداشته است، اما هنوز این کارآزمایی را پشت سر نگذاشته است.